# Neottia inayatii
Neottia inayatii är en orkidéart som först beskrevs av John Firminger Duthie, och fick sitt nu gällande namn av Rudolf Schlechter. Neottia inayatii ingår i släktet näströtter, och familjen orkidéer. Inga underarter finns listade i Catalogue of Life.